# 月華佳人 Lumen Lunae
『月華佳人 Lumen Lunae』（げっかかじん ルーメン・ルーナエ）は、押上美猫による日本の漫画。季刊誌『サウス』（新書館）にて1994年Spring号より連載が開始された。同誌の隔月刊化後は不定期に連載され、2002年の廃刊に伴い未完状態である。
単行本は、2002年に発売された第5巻（2001年8月号掲載分まで収録）を最後に続刊はない。
「Lumen Lunae」はラテン語で「月の光」という意味だが、2巻のあとがきで、タイトルの「月華佳人 Lumen Lunae」は物語のイメージを言葉にしただけで、特に意味があるわけではないと語っている。
ボーイズラブの描写が少なからずある。
1998年と2000年にドラマCDがリリースされた。

## あらすじ
真物（魔物）の子を孕み、出産した高校生の逢生秋鹿。
真族と人間とのハーフとして生まれた子どもは真界へ連れ去られてしまう。《考えない玩具》として扱われ、“時間の砦”に閉じ込められるが、「母親」に会うために人間界へ行き、逢生夏維と名乗り、秋鹿に接触する。
真界から逃げた夏維には、次々と追っ手が差し向けられ、秋鹿共々命を狙われ始める。戦いの中で欲望を解放した夏維が体から放った光は、人間界を崩壊させてしまう。

## 用語
真界
日の差さない、永遠に夜の世界が続く。陽のエネルギーは月から貰う。
人間界は真族が作った狩猟用の仮想世界であり、唯一日が差す世界である。
支配階級の中にも、青白家→青家→白家のヒエラルキーが存在し、支配される者に黄白家（おうはくけ）、獣に作り変えられた従（獣）族、奴隷や家畜の赤多人（せきびと）がある。また、支配階級は特殊能力を持つ。
青白家
真界では最も身分が高い、雲の上のような存在。支配階級の最上位。青白家の証として唯宝（いほう）を持つ。

## 登場人物

### 主要人物
逢生 夏維（ほうじょう かい）
本作の主人公。真界を統べる珠琉河と人間の秋鹿の間に生まれ、“考えない玩具”として扱われ、真界の“時間の砦”に囚われていた。母・秋鹿に会いたくて、自分の心臓を霧生に捧げ人間界へ行く術を得た。飛柳が作る薬なしでは生きていけない体になっており、薬が切れると禁断症状が出る。日嶽の寄生虫によって欲望を解放させた後、体から黒い光を放ち、意識を失ってしまう。
十八成（くぐなり）
夏維が“時間の砦”に閉じ込められていた時に出会った生物。夏維に「母親」の意味を教える。
逢生 秋鹿（ほうじょう あいか）
夏維の母親。高校1年生の時に珠琉河に強姦され彼を妊娠。化け物の子供であることを自覚しながらも出産したことで両親からも見放され、現在一人暮らしをしている。学校では同級生にも教師にも避けられている。
夏維が“時間の砦”で過ごした何百年という期間は人間界では1年にも満たないため、夏維が自分の子供であることには霧生が教えるまで気付かなかった。
真族に命を狙われており、常に護り刀を持ち歩いている。夏維を守り、自分の人生をめちゃくちゃにした珠琉河を殺したいと思っている。

### 青白家
珠琉河（するが）
真界を統べる青白家の当主。夏維や海賀の父親。“選ばれた女”である人間の秋鹿を強姦し、3人の不幸の原因を作る。
玄葉（くろは）
使用者以外に覿面に効く媚薬、唯宝“終夜ノ壺”（よすがらのつぼ）の持ち主。
海賀（かいが）
珠琉河と玄葉の息子。珠琉河をも越える大きな力を欲している。霧生の協力を得て、何らかの実験をしている。
地儀（ちぎ）
珠琉河と玄葉の娘で、海賀の妹。海賀に、母親は玄葉だが父親は定かではないと思われている。

### 青家
霧生（きりゅう）
裏通りに家を構える宿妖師（すくようし、医師・占い師を兼ねる）。夏維にその心臓と引き換えに秋鹿に関する情報を与えた。
海賀の下で様々な実験を繰り返している。

### 白家
飛柳（ひさなぎ）
薬使。銀髪に紫の瞳。海賀の命令で“時間の砦”に閉じこめられていた夏維に中毒症状とそれを抑制する薬を与えていた。夏維を真界へ連れ戻そうとするが、内心は夏維を愛しており、夏維に差し向けられた刺客の邪魔をしたため、真界へ連れ戻され、真界の門を通れない刻印を胸に刻まれる。
自在丸（じざいまる）。
飛柳と行動を共にする鳥。外見は骨格のみだが、飛ぶことができる。十八成が好物。
雨下石（しずくいし）
玄葉の側女。海賀とも関係を持つ。
下米宮（あめのもり）
海賀の側人。
黒水（くろうず）
海賀の手下。
日嶽（ひたか）
虫呼（むしよび）。奇形虫を操る。
祥雲（さくも）
処刑人兄弟の兄。顔を晒すことは許されず、常に仮面を付けている。半従族にされた弟の菊戴を痛みと苦しみから解放してもらうために海賀に体を捧げながら、弟を半従族から元に戻すために必要な青白家の血を得るために夏維を殺す許可が下りるのを待っている。
氷連（ひれん）
闇使い。紅露を監視している。

### 半従族
菊戴（きくいただき）
処刑人兄弟の弟。祥雲の弟。表向きは白家の人間ということになっているが、従族に作り変えられる手術が中断されている半従族で、獣と化した左腕には激しい痛みが走る。従族の狂気からもう1つの人格を作り出し、海賀に体を捧げてしまっている兄を心だけでも自分につなぎ止めようと、肉体的な快感を与える。
紅露（こうろ）
天理眼を持つ少年。青家だったが、海賀の企みを知ってしまい、半従族に作り変えられ、地底牢獄に入れられた。牢獄からは天理眼の力で脱出できたが、体中の骨が歪み、矯正具がなければ座ることもできない体となった。
鷹理（おうり）
海賀に人体実験をされ、半従族となった。左目に眼帯をしている。実験で様々な薬を投与され、体液が麻薬のような効果を持つような特殊能力を得た。

### 黄白族
梅切（ばいせつ）
芥屋（ごもくや＝何でも屋）をやっている女。路地裏にうずくまっていた紅露を助け、一緒に暮らしている。紅露を半従族から元に戻すために、青白家の血を必要としている。

## CDドラマ

### 月華佳人 Lumen Lunae
- 逢生夏維：保志総一朗
- 逢生秋鹿：山崎和佳奈
- 飛柳：千葉進歩
- 霧生：関俊彦
- 黒水：森川智之
- 海賀：坪井智浩
- 十八成：くまいもとこ
- 高藤：青木誠
- 自在丸：稲田徹
- 女子学生A：松本さち
- 女子学生B：北島智恵子
- 男子学生：荻原秀樹

### 月華佳人2 Lumen Lunae
- 逢生夏維：保志総一朗
- 逢生秋鹿：山崎和佳奈
- 飛柳：千葉進歩
- 祥雲：置鮎龍太郎
- 菊戴：瀧本富士子
- 海賀：伊藤健太郎
- 雨下石：加藤優子
- 日嶽：宮崎一成
- 梅切：山口由里子
- 紅露：柳沢真由美
- 下米宮：今村卓博
- 情報屋：松本大
- 尾行者：岸尾大輔